# Bermudahoch
Das Bermudahoch ist ein wirksames Hochdruckgebiet über dem Nordatlantik im Bereich der Bermuda-Inseln. Es ist ein Teil des subtropischen Hochdruckgürtels, der bei etwa 30° nördlicher Breite die Erde umspannt.

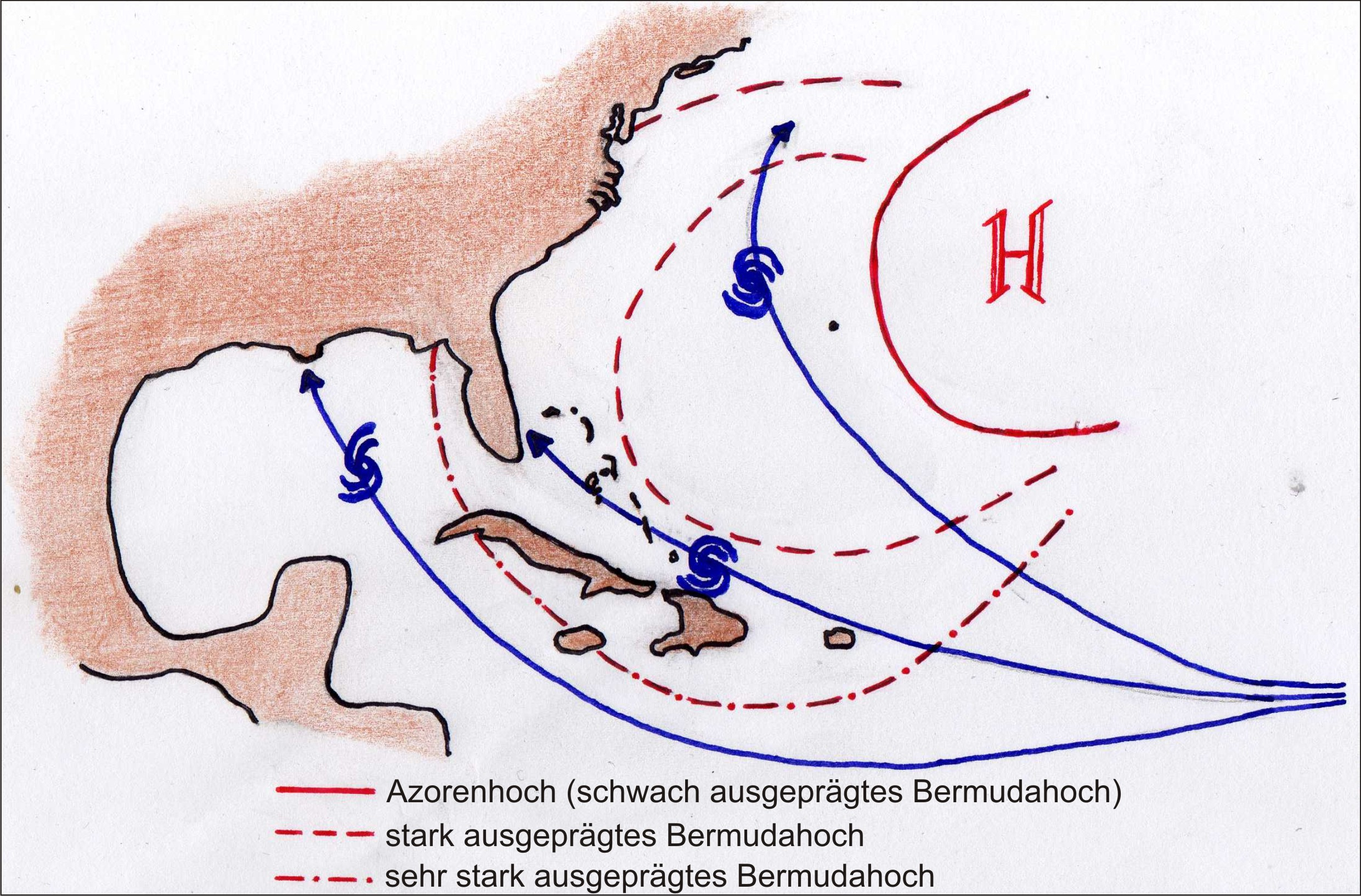
Zugbahnen der Hurrikans in Abhängigkeit vom Bermudahoch

Das Azorenhoch ist eine sehr aktive Hochdruckzelle im Nordatlantik, die das Wetter von Europa, Afrika und Nordamerika maßgeblich beeinflusst. In manchen Jahren entwickelt sich eine sehr starke subtropische Hochdruckzelle, die ihr Zentrum weiter westlich nahe den Bermudas hat und deswegen, vor allem vom nordamerikanischen Wetterdienst und in der Literatur, als Bermudahoch bezeichnet wird.
In jenen Jahren der ausgeprägten Hochdruckzelle über den Bermudas erlebt die Ostküste der Vereinigten Staaten eine Hitzewelle und starke Dürre, während über dem Golf von Mexiko eine monsunale Luftströmung begünstigt wird. In Florida verhindert das Hoch das Aufkommen von Gewittern im Herbst und Winter, doch wenn sich das Hoch im Frühjahr abschwächt, folgt die Regenzeit (Mai bis September) begleitet von meist nachmittäglichen Gewittern.
Die Lage des Bermudahochs beeinflusst außerdem die Bildung und Zugbahn tropischer Wirbelstürme. Je stärker das Bermudahoch ausgebildet ist, desto weiter westlich führt es die Wirbelstürme auf die Karibik sowie die USA zu und entscheidet damit, neben vielen anderen Faktoren, wo, wie schnell und wie stark ein solcher Hurrikan das Festland trifft.